# Kassa-Erzsébetváros megállóhely
Kassa-Erzsébetváros megállóhely Kassa egyik vasúti megállóhelye. A Železničná spoločnosť Slovensko a.s. üzemelteti. Az állomás a vonal áramosított részén helyezkedik el, melynek feszültsége 3 kV.

## Vasútvonalak
Az állomást az alábbi vasútvonalak érintik:
- Zólyom–Kassa-vasútvonal
- Kassa–Hidasnémeti-vasútvonal
- Kassa–Csap-vasútvonal

## Kapcsolódó állomások
A vasútállomáshoz az alábbi állomások vannak a legközelebb:
- Bárca megállóhely
- Kassa vasútállomás

## Forgalma
| Járat        | Útvonal | Gyakoriság |            |
| ------------ | ------- | --- | ---------- |
| személyvonat | Os      | Szepsi-Belváros – Szepsi – Makranc – Csécs – Szeszta – Nagyida – Hutníky – Enyicke – Bárca – Kassa-Erzsébetváros – Kassa | Napi 6 pár |